# Greater Idaho
Greater Idaho bezeichnet eine Initiative zur Westerweiterung des US-amerikanischen Bundesstaats Idaho.

## Hintergrund

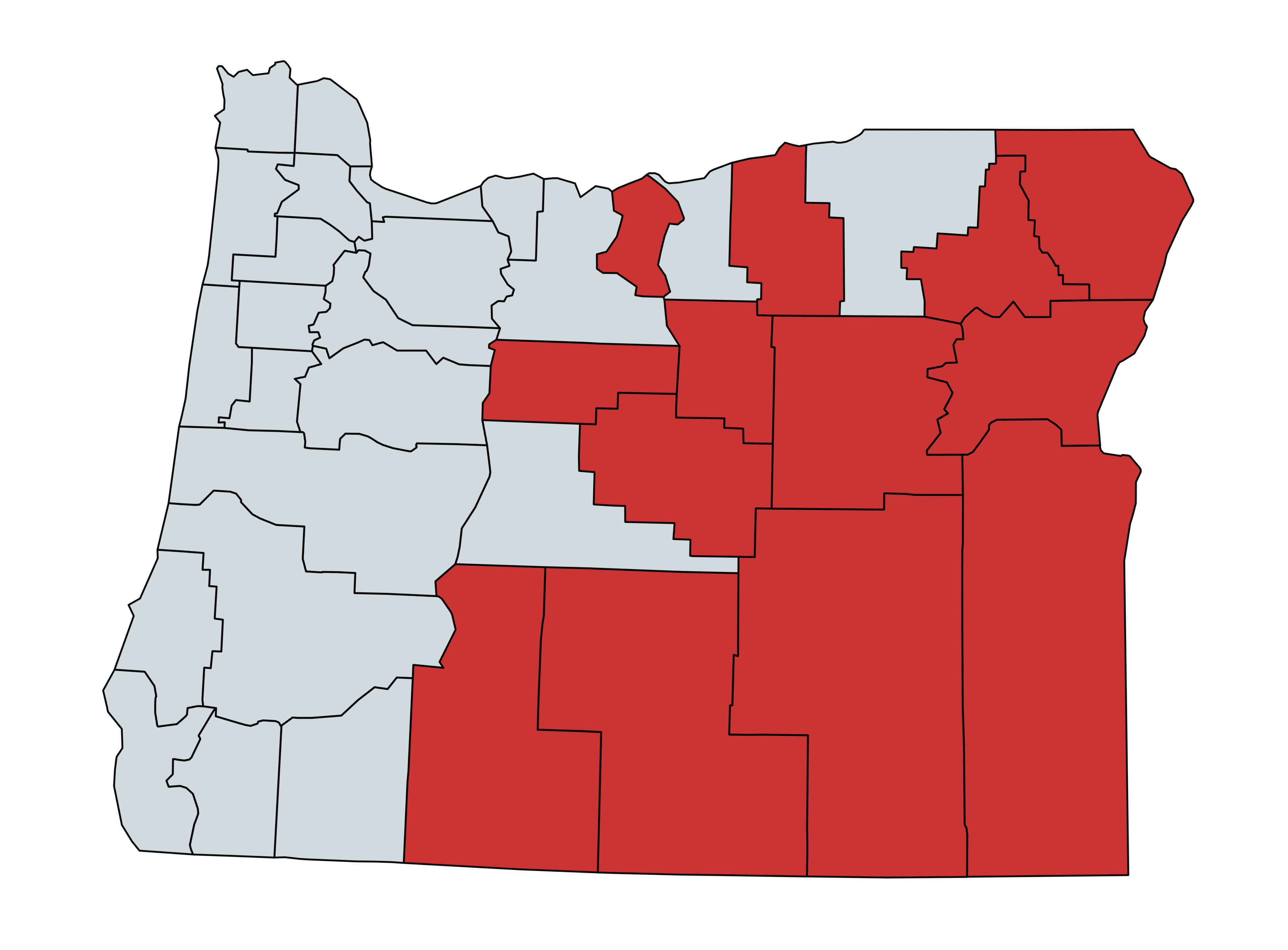
Stand Mai 2024: Die rot eingefärbten Counties haben sich für eine Abspaltung ausgesprochen.

Bewohner der ländlich geprägten Counties im demokratisch regierten Bundesstaat Oregon fühlten sich dort unterrepräsentiert. Es kam die Idee auf, sich dem östlich gelegenen konservativen Staat Idaho anzuschließen.
Seit 2020 fanden anlässlich der Vorwahlen Abstimmungen über die Staatszugehörigkeit statt.
Mit Stand Mai 2024 haben sich 13 von 17 in Betracht kommenden Counties für den Übertritt nach Idaho ausgesprochen; zwei angefragte Counties (Douglas, Josephine) haben dagegen votiert.
2023 wurden in den Repräsentantenhäusern beider Bundesstaaten Entwürfe für eine Sezessionsgesetzgebung eingebracht.
| Datum            | County    | Zustimmung | Zustimmung | Ablehnung | Ablehnung | Abstimmungs-Nr. | Quelle |
| Datum            | County    | Zahl       | %          | Zahl      | %         | Abstimmungs-Nr. | Quelle |
| ---------------- | --------- | ---------- | ---------- | --------- | --------- | --------------- | ------ |
| 3. November 2020 | Douglas   | 26.981     | 43,32 %    | 35.297    | 56,68 %   | 10-180          | [ 3 ]  |
| 3. November 2020 | Jefferson | 5.757      | 50,90 %    | 5.553     | 49,10 %   | 16-96           | [ 4 ]  |
| 3. November 2020 | Union     | 7.435      | 52,40 %    | 6.753     | 47,60 %   | 31-101          | [ 5 ]  |
| 3. November 2020 | Wallowa   | 2.478      | 49,59 %    | 2.519     | 50,41 %   | 32-003          | [ 6 ]  |
| 18. Mai 2021     | Baker     | 3.346      | 57,49 %    | 2.474     | 42,51 %   | 1-104           | [ 7 ]  |
| 18. Mai 2021     | Grant     | 1.471      | 62,15 %    | 896       | 37,85 %   | 12-77           | [ 8 ]  |
| 18. Mai 2021     | Lake      | 1.510      | 74,64 %    | 513       | 25,36 %   | 19-35           | [ 9 ]  |
| 18. Mai 2021     | Malheur   | 3.059      | 54,13 %    | 2.592     | 45,87 %   | 23-64           | [ 10 ] |
| 18. Mai 2021     | Sherman   | 430        | 62,32 %    | 260       | 37,68 %   | 28-46           | [ 11 ] |
| 2. November 2021 | Harney    | 1.583      | 63,22 %    | 921       | 36,78 %   | 13-18           | [ 12 ] |
| 17. May 2022     | Douglas   | 16.791     | 47,37 %    | 18.659    | 52,63 %   | 10-185          | [ 13 ] |
| 17. May 2022     | Josephine | 13.619     | 48,70 %    | 14.344    | 51,30 %   | 17-106          | [ 14 ] |
| 17. May 2022     | Klamath   | 9.649      | 57%        | 7.278     | 43 %      | 18-121          | [ 15 ] |
| 8. November 2022 | Morrow    | 2.386      | 60,7 %     | 1.546     | 39,3 %    | 25-88           | [ 16 ] |
| 8. November 2022 | Wheeler   | 472        | 58,56 %    | 334       | 41,44 %   | 35-29           | [ 17 ] |
| 16. May 2023     | Wallowa   | 1.752      | 50,10 %    | 1.745     | 49,90 %   | 32-007          | [ 18 ] |
| 21. May 2024     | Crook     | 5.086      | 53,44 %    | 4.432     | 46,56 %   | 7-86            | [ 19 ] |

## Options-Counties
Abstimmungen sind ebenfalls geplant in
- Deschutes County (teilweise)
- Gilliam County
- Umatilla County
- Wasco County (teilweise)

jedoch noch nicht anberaumt worden.

## Ausblick
Einer Sezession interessierter Counties stehen beträchtliche Hürden gegenüber; so müssten die Regierungen der betreffenden Bundesstaaten und auch der Kongress der Vereinigten Staaten zustimmen.
In weiteren Phasen wird analog die Sezession einiger Counties in Washington (Columbia County, Garfield County, Asotin County) sowie im Norden Kaliforniens (Siskiyou County, Shasta County, Tehama County, Modoc County, Lassen County, Plumas County) in Betracht gezogen.